# Síndrome de Senior-Løken
El síndrome de Senior-Løken es un rara enfermedad de origen genético, con un patrón de herencia autosómica recesiva, que se manifiesta en la infancia por afectación conjunta del riñón y la retina.
Debe su nombre a los médicos Senior y Loken que la describieron en 1961. Los primeros síntomas comenzar a una edad variable y consisten en déficit de agudeza visual, mala visión nocturna y a veces nistagmo que puede estar presente ya desde el nacimiento. Las lesiones de la retina pueden ser muy similares a las de otras enfermedades como la Amaurosis congénita de Leber o la retinosis pigmentaria.
En el riñón se forman quistes que se localizan en la médula renal, como consecuencia se producen diversos síntomas, entre los que destaca la poliuria (abundante producción de orina), polidipsia (sed excesiva), retraso del crecimiento, anemia e insuficiencia renal. Este tipo de alteraciones renales se conocen como nefronoptisis.
Pueden aparecer otras manifestaciones, como alteraciones óseas, cerebrales (ataxia cerebral), hepáticas y sordera.
Los estudios genéticos han descubierto diferentes mutaciones que pueden afectar a los genes NPHP1, NPHP4 o IQCB1 y causan la enfermedad.

## Genética
Los genes involucrados incluyen:
| Tipo  | OMIM        | Genes        |
| ----- | ----------- | ------------ |
| SLSN1 | OMIM 266900 | NPHP1        |
| SLSN3 | OMIM 606995 | desconocido  |
| SLSN4 | OMIM 606996 | NPHP4        |
| SLSN5 | OMIM 609254 | NPHP5/IQCB1  |
| SLSN6 | OMIM 610189 | NPHP6/CEP290 |
| SLSN7 | OMIM 613615 | SDCCAG8      |